# سوفیا کارسون
سوفیا کارسون (به انگلیسی: Sofia Carson) (زادهٔ ۱۰ آوریل ۱۹۹۳) یک بازیگر و خواننده اهل ایالات متحده آمریکا است.
از معروف‌ترین فیلم‌هایی وی می‌توان به ایفای نقش ایوی در فیلم فرزندان و دروغگوهای کوچک زیبا: کمال گراها اشاره کرد.

## زندگی شخصی

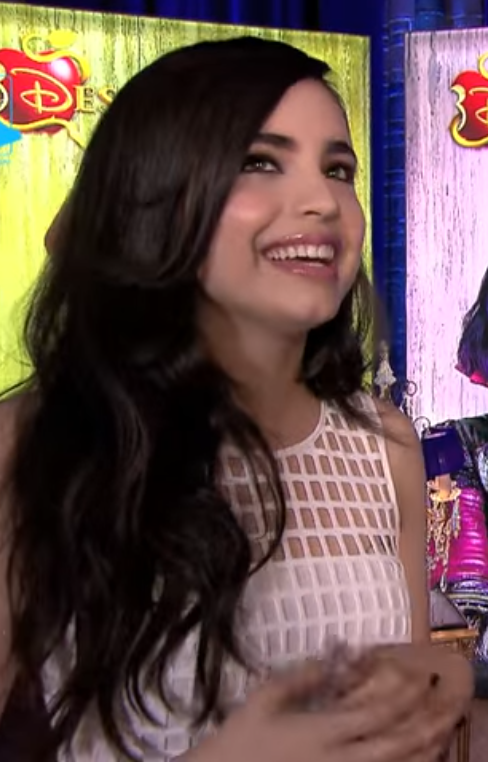
سوفیا کارسون.

سوفیا کارسون در فورت لادردیل، فلوریدا به دنیا آمد. مادر و پدرش، خوزه اف دکارتت و لورا چار کارسون از کلمبیا به فلوریدا نقل مکان کرده بودند. او نام هنری «کارسون» را پس از مادربزرگ مادری آمریکایی اش، لورین کارسون ، انتخاب کرد. او در مدرسه سنت هیو شرکت کرد و از مدرسه کارولتون قلب مقدس در میامی فارغ‌التحصیل شد.او در استودیو موشن در برنامه گروه جوانان IMPAC شرکت کرد و در سرتاسر ایالات متحده آمریکا به رقابت پرداخت. وی متعاقباً در دانشگاه کالیفرنیا، لس‌آنجلس شرکت کرد و برای ارتباط بیشتر با افراد فرانسوی در کلاس‌های فرانسوی شرکت کرد.

## حرفه

### موسیقی

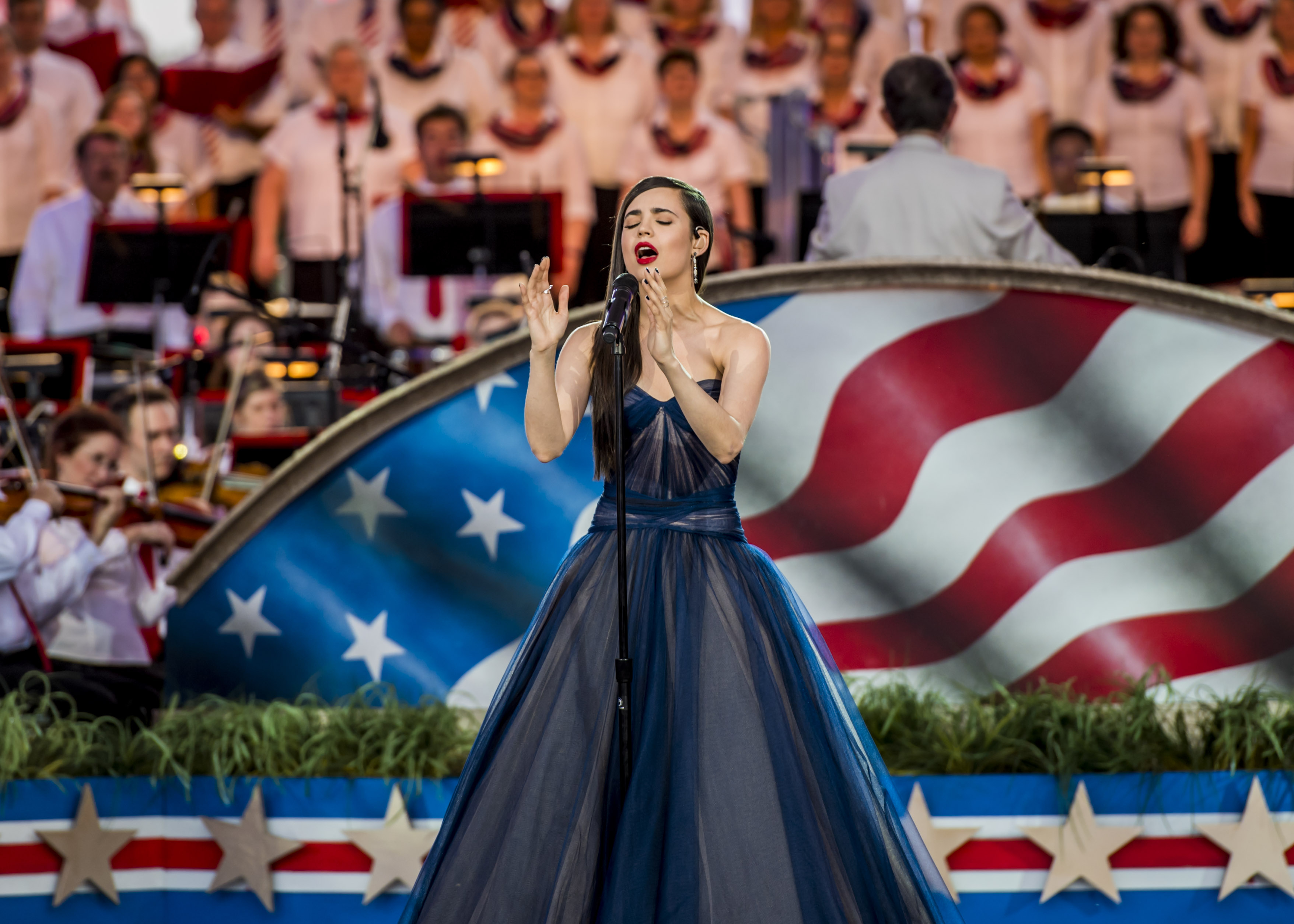
کارسون در سال ۲۰۱۷

کارسون گفته که او عمدتاً تحت تأثیر موسیقی پاپ است و هنرمندانی که «از طریق موسیقی، داستان می‌سازند» تحسین می‌کند. از هنرمندان قرن بیستمی مانند بیتلز و مایکل جکسون و هنرمندان مدرن مانند اد شیرن و تیلور سویفت به عنوان تأثیرگذارها یاد کرد.
در سال ۲۰۱۲، کارسون به عنوان خواننده و ترانه‌سرا با ناشر بی‌ام‌آی قرداد امضا کرد. او به عنوان بخشی از بازیگران فرزندان، موسیقی متن این فیلم را در سال ۲۰۱۵ اجرا کرد که به رتبه ۱ بیلیورد ۲۰۰ رسید، از جمله نسخه تکی او از Rotten to the core و همچنین در موسیقی متن فیلم فرزندان ۲ و فرزندان ۳ حضور داشت که به ترتیب به شماره‌های ۶ و ۷ در بیلبورد ۲۰۰ رسیدند.
در مصاحبه ای در اوت ۲۰۱۵، کارسون اظهار داشت درحال کار بر روی اولین آلبوم خود است. در مارس ۲۰۱۶، هالیوود رکوردز و ریپابلیک رکوردز رسماً اعلام کردند که کارسون یک قرارداد ضبط جهانی مشترک با هر دو شرکت امضا کرده‌است. اولین تک‌آهنگ او «live is life» بود، که در ۸ آوریل ۲۰۱۶ منتشر شد. در ۲۷ ژانویه ۲۰۱۷، او تک آهنگ خود "بازگشت به زیباً را با حضور آلن واکر منتشر کرد و در ۱۵ فوریه ۲۰۱۷، موزیک ویدیوی رسمی این ترانه را در یوتیوب منتشر کرد. "بازگشت به زیبا" توسط جولیا مایکلز نوشته شده‌است، او همچنین آهنگ بعدی کارسون، درون‌ها و بیرون‌ها را نوشت. در سال ۲۰۱۸، کارسون در سه آهنگ EDM حضور داشت: Rumors از ریهاب، جهان متفاوت از آلن واکر و سان فرانسیسکو از گالانتیس. پس از موفقیت Rumors، کارسون دوباره با ریهاب در تک آهنگ‌های بعدی خود من دوستت دارم همکاری کرد.
در ۲ سپتامبر ۲۰۲۱، موسیقی متن فیلم، پونی کوچولو: نسل جدید را منتشر کرد. او به عنوان صداپیشه یکی از شخصیت‌ها حضور داشت.

### تلویزیون و فیلم

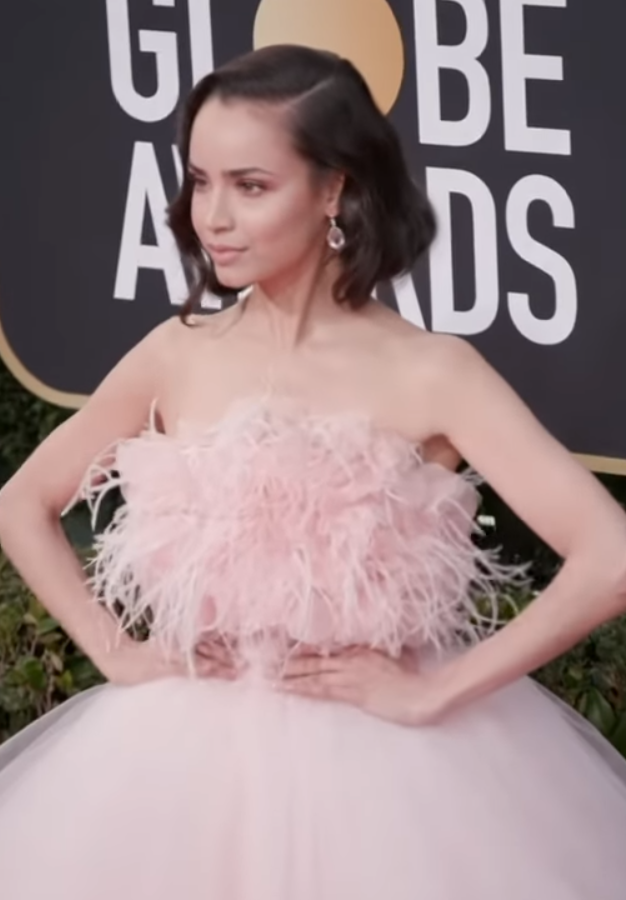
کارسون در جوایز گلدن گلوب ۲۰۲۰

حرفه بازیگری کارسون در سال ۲۰۱۴ آغاز شد، زمانی که او در نقش چلسا در سریال آستین و آلی از کانال دیزنی به عنوان مهمان بازی کرد. چند ماه بعد، کارسون به عنوان شخصیت تکراری سولیل در سریال تقلیدش کن انتخاب شد. در سال ۲۰۱۴، او برای ایفای نقش اصلی در فیلم فرزندان از کانال دیزنی انتخاب شد که در آن او ایوی، دختر ملکه شیطانی از سفید برفی را باری کرد.
در ۹ ژانویه ۲۰۱۵، کارسون برای نقش اصلی در فیلم ماجراهایی از نگهداری کودکان از کانال دیزنی انتخاب شد. فیلمبرداری در بهار ۲۰۱۵ برای اولین نمایش تلویزیونی‌اش، در اوایل سال ۲۰۱۶ آغاز شد. در مارس ۲۰۱۶، هالیوود ریپورتر اعلام کرد که کارسون نقش اصلی را در قسمت چهارم مجموعه یک داستان سیندرلایی: اگر کفش‌ها اندازه باشند به کارگردانی میشل جانستن و تهیه‌کنندگی دیلن سلرز، دریافت کرده‌است.

## فیلم‌شناسی
| سال  | عنوان                                       | نقش          | یادداشت                                                                                 |
| ---- | ------------------------------------------- | ------------ | --------------------------------------------------------------------------------------- |
| ۲۰۱۴ | آستین و آلی                                 | چلسا         | "Princesses & Prizes" (فصل ۳, قسمت ۸)                                                   |
| ۲۰۱۴ | تقلیدش کن                                   | سولیل        | - "We Shall Overcompensate" (فصل ۱, قسمت ۳) - "Faking Up Is Hard to Do" (فصل ۱, قسمت ۷) |
| ۲۰۱۵ | فرزندان                                     | ایوی         | فیلم تلویزیونی                                                                          |
| ۲۰۱۵ | فرزندان : دنیای شرور                        | ایوی (صدا)   | شخصیت اصلی                                                                              |
| ۲۰۱۶ | سوی لونا                                    | خودش         | "Una Verdad Salio a La Luz, Sobre Ruedas" (فصل ۱, قسمت ۲۴)                              |
| ۲۰۱۶ | ویولتا                                      | ملانی        | فیلم                                                                                    |
| ۲۰۱۶ | ماجراهایی از نگهداری از کودکان              | لولا         | فیلم تلویزیونی                                                                          |
| ۲۰۱۶ | یک داستان سیندرلایی: اگر کفش‌ها اندازه باشند | تسا گولدن    | فیلم تلویزیونی                                                                          |
| ۲۰۱۷ | فرزندان ۲                                   | ایوی         | فیلم تلویزیونی                                                                          |
| ۲۰۱۹ | فرزندان ۳                                   | ایوی         | فیلم تلویزیونی                                                                          |
| ۲۰۲۲ | قلب‌های ارغوانی                              | کاسی سالازار | فیلم تلویزیونی                                                                          |
| ۲۰۲۴ | چمدان                                       | نورا پاریسی  |                                                                                         |
| ۲۰۲۵ | فهرست زندگی                                 | الکس رز      | فیلم سینمایی                                                                            |
| ۲۰۲۶ | سال آکسفورد من                              | آنا          | فیلم سینمایی                                                                            |